# KZ Kochendorf

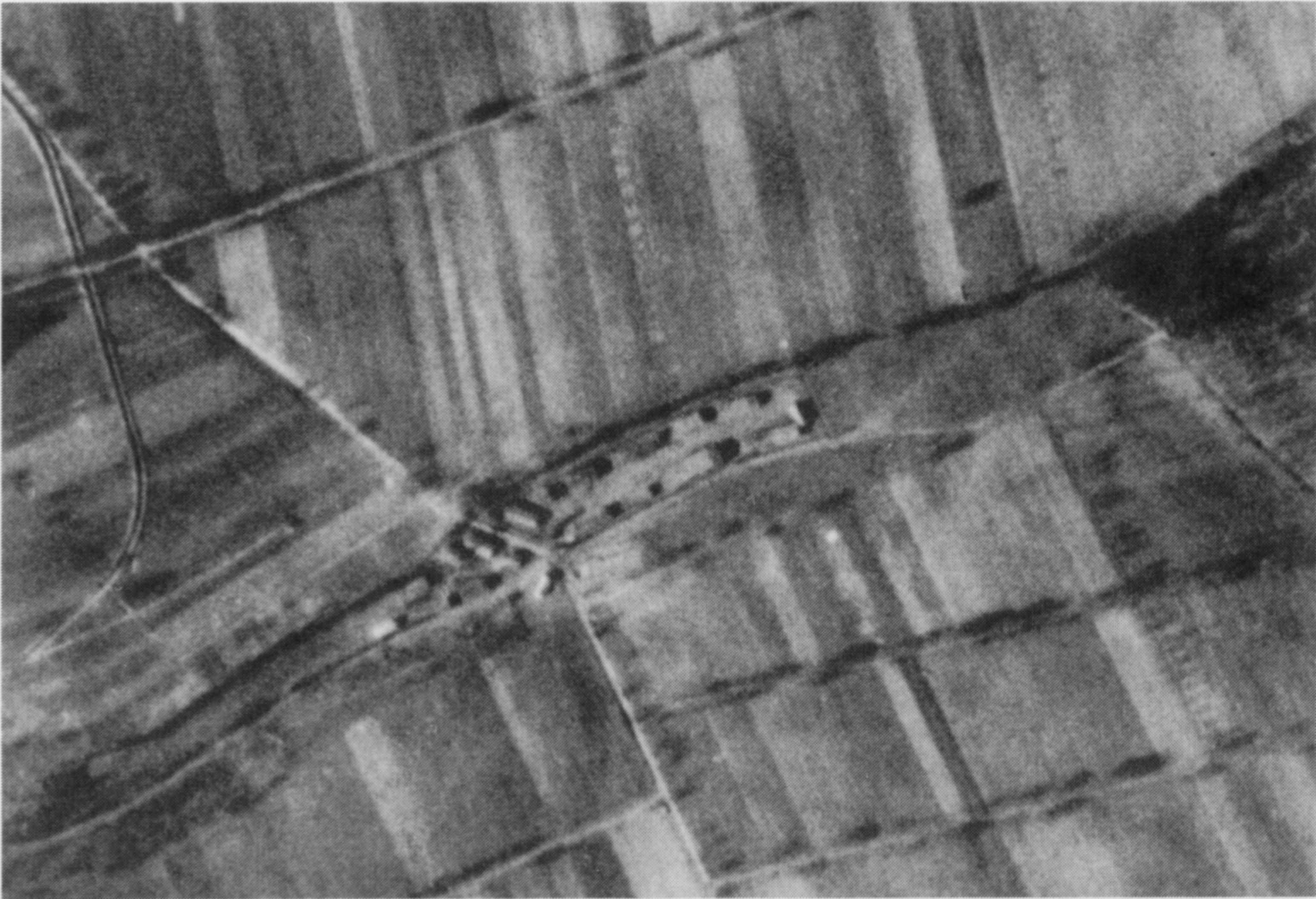
Luftaufnahme des Lagers, März 1945

Das Konzentrationslager Kochendorf war ein Außenlager des Konzentrationslagers Natzweiler-Struthof mit dem Tarnnamen Eisbär. Es wurde im September 1944 im Ortsteil Kochendorf der Gemeinde Bad Friedrichshall eingerichtet. Das KZ war mit bis zu 1800 KZ-Häftlingen belegt. Ende März 1945 wurden die Lagerinsassen vor den heranrückenden alliierten Truppen durch einen Todesmarsch von der SS ins KZ Dachau getrieben. Während des Lagerbetriebs und bei diesem Todesmarsch kamen mindestens 447 Häftlinge ums Leben.

## Geschichte

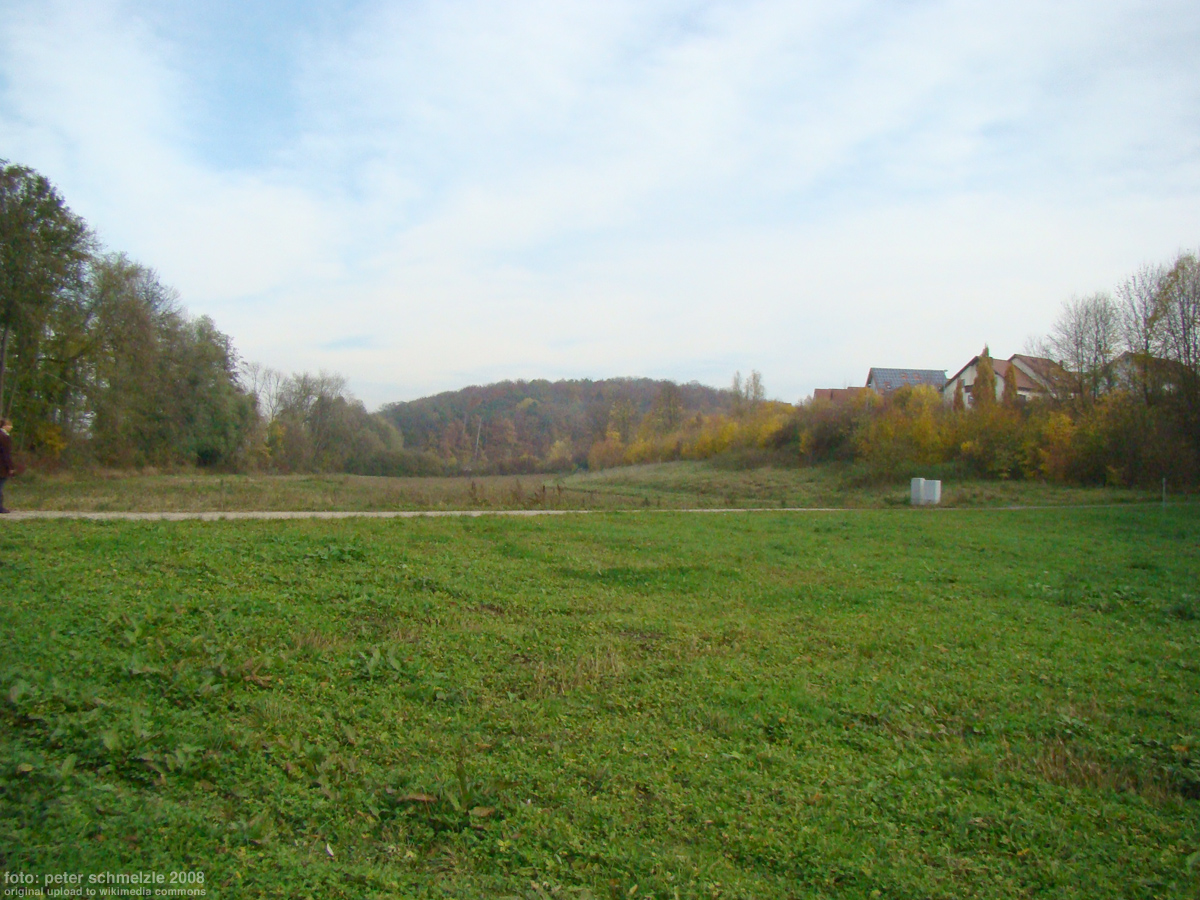
Das Lagergelände heute, im Vordergrund befanden sich die Verwaltungsgebäude, hinter dem Weg die Häftlingsbaracken

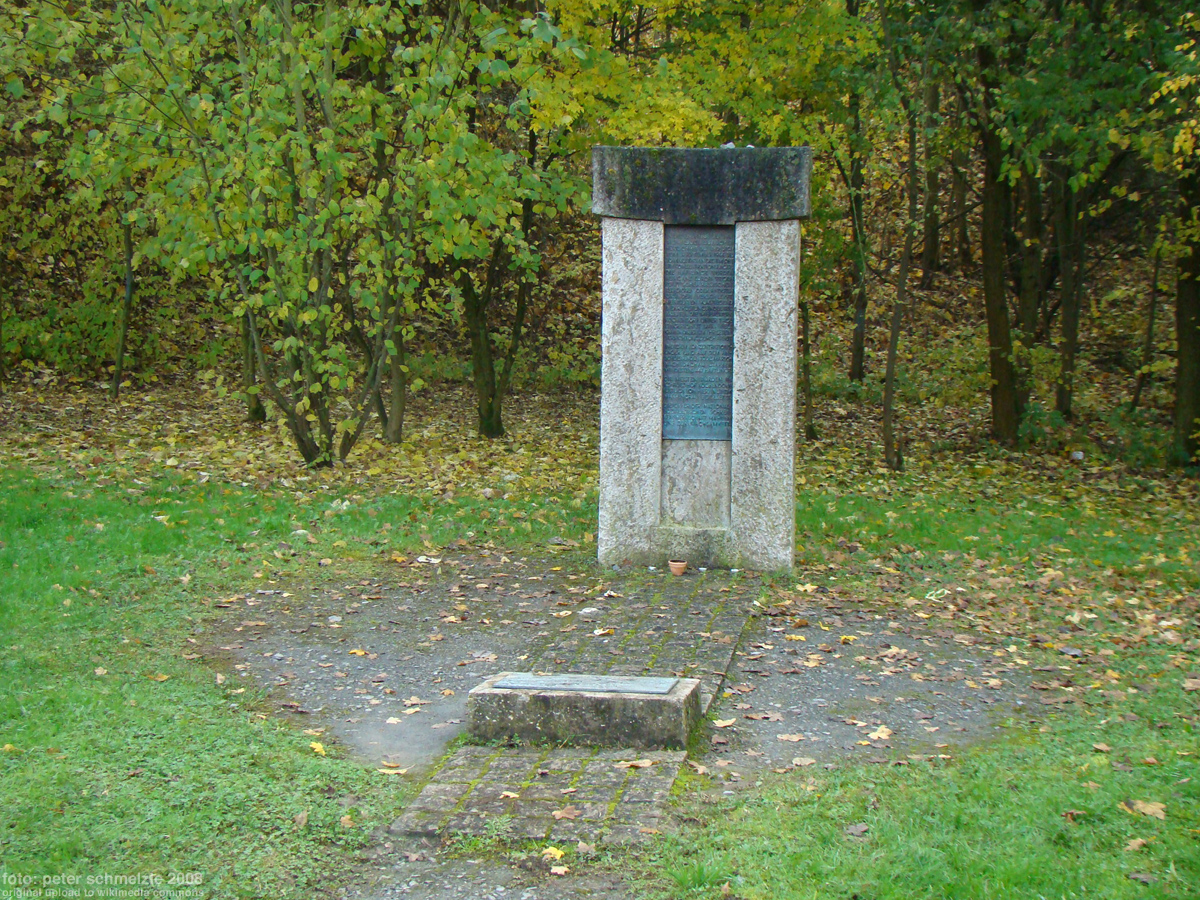
Mahnmal am Lagergelände

### Planung und Bau
Im August 1944 errichtete die dem SS-WVHA unterstellte Inspektion der Konzentrationslager ein Außenlager des Konzentrationslagers Natzweiler-Struthof im Bad Friedrichshaller Ortsteil Kochendorf. Es wurde aufgebaut, wie auch andere in Südwestdeutschland, nachdem infolge der sich nähernden Front ab Sommer 1944 das KZ Natzweiler-Struthof und seine Außenlager geräumt wurden. Das Kochendorfer Lager sollte das KZ-Außenlager Thil und das Außenkommando in Deutsch-Oth ersetzen. Ausgewählt hatte den neuen Standort Kochendorf im Frühjahr 1944 der Jägerstab, nachdem er die Möglichkeiten zur Untertageverlagerung der Rüstungsproduktion geprüft hatte. Das Salzbergwerk Bad Friedrichshall enthielt mehrere leere Firsten und schien aus Sicht der Rüstungsinspektion zur Produktion des Stuttgart-Zuffenhausener Werks Hirth-Motoren der Ernst Heinkel AG geeignet.
Als Verkehrsanbindung begann die Hochtief AG ab Mai 1944 mit dem Bau eines Schrägstollens zu den in 180 Meter Tiefe liegenden künftigen Produktionshallen, durch den Züge in die Salzkammern des Salzwerks Heilbronn einfahren sollten. Man erstellte das Lager nahe bei der Stollenmündung. Dem gesamten Vorhaben gab man die Tarnbezeichnung Eisbär. Auch andernorts in der Umgebung wurden Stollen ausgebaut oder neu errichtet, dabei benutzte man ebenfalls Tiernamen als Tarnbezeichnungen. Das KZ Neckargartach nannte man Steinbock. Die Stollen bei Obrigheim, in denen die Häftlinge des KZ Neckarelz arbeiteten, wurden Goldfisch und Brasse genannt.

### Inbetriebnahme des Lagers
Im August 1944 trafen drei SS-Unterführer und 27 Wachsoldaten in Kochendorf ein, sie errichteten die Wachbaracke, Unterstände und Unterkünfte. Die Häftlingsbaracken baute unterdessen die Organisation Todt. Am 3. September 1944 kamen dann die ersten 653 Häftlinge ins rund zwei Kilometer südöstlich des Ortes, im Talgrund neben dem Attichsbach nördlich des heutigen Kreiskrankenhauses gelegene Lager. Der SS-Oberscharführer Eugen Walter Büttner, zuvor Kommandant des Außenkommandos in Longwy, befehligte ab September 1944 das Kochendorfer Lager.
Das Lager war noch im Aufbau, als die ersten Häftlinge eintrafen, es wurde in den folgenden Wochen noch weitergebaut. Zuletzt, im März 1945, umfasste es hinter einer elektrisch gesicherten Stacheldrahtumzäunung elf Häftlingsbaracken, darunter eine Sonderbaracke für jüdische Häftlinge sowie drei oder vier Durchgangsbaracken für Häftlinge, die kurzfristig in andere Lager verschoben wurden. Außerhalb der Umzäunung gab es weitere neun Gebäude für Verwaltung und Wachmannschaft: Lebensmittelmagazin, Truppenbaracke, Blockführerhaus, Bade- und Abortanlage usw.
Anfang Oktober 1944 war das Lager mit etwa 1350 Häftlingen belegt. Die Wachmannschaft, Teil der 6. Waffen-SS-Wachkompanie, bestand anfangs aus rund 140 Personen, von denen jedoch etwa 60 Mitte September zu den im Bau befindlichen Lagern nach Wasseralfingen und Haslach überstellt wurden, so dass der Mannschaftsbestand Anfang Oktober 1944 nur noch 77 Personen betrug, von denen 55 als Lagerposten eingeteilt waren.

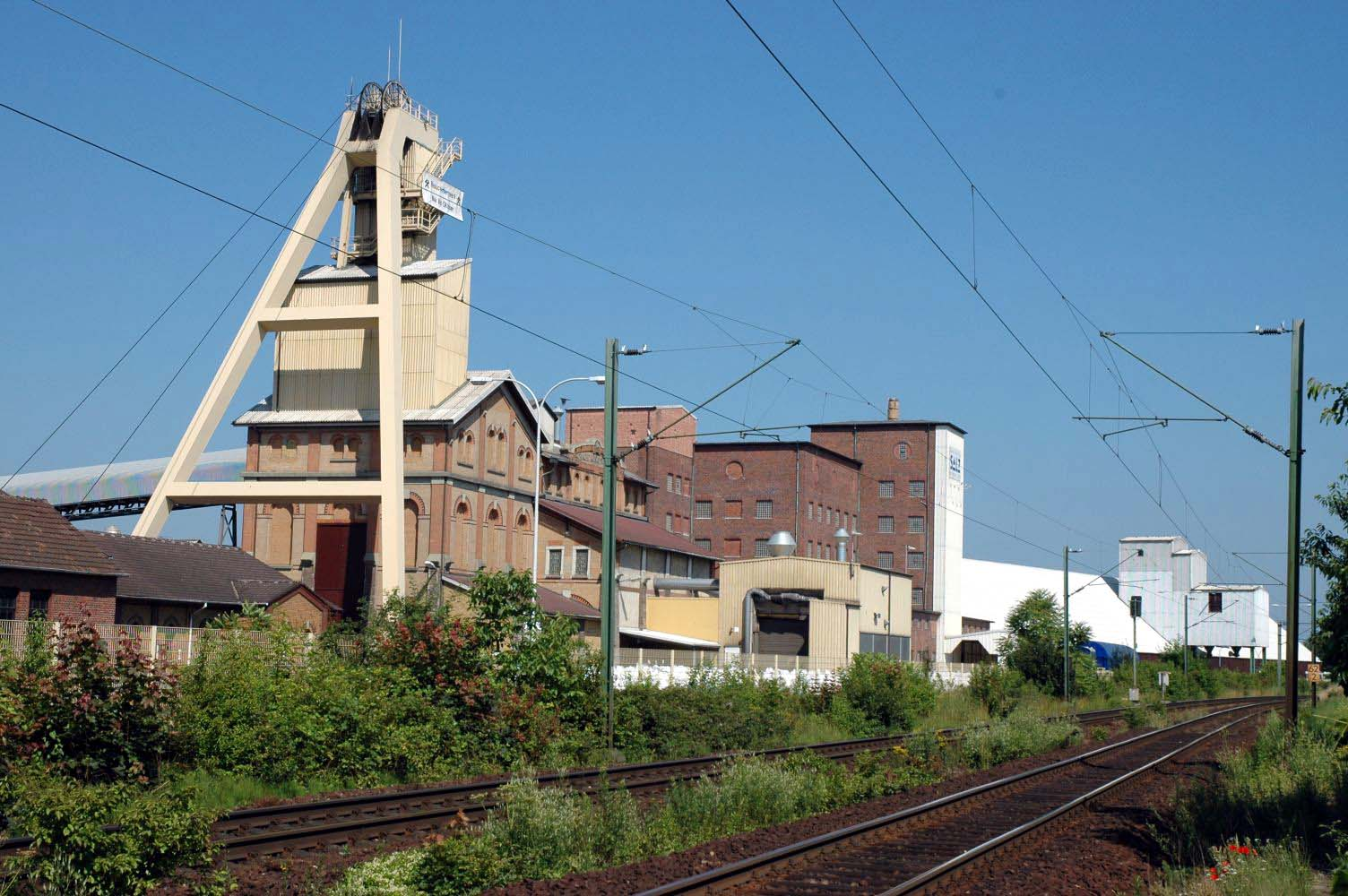
Das Salzbergwerk der SWS mit Schachtanlage heute

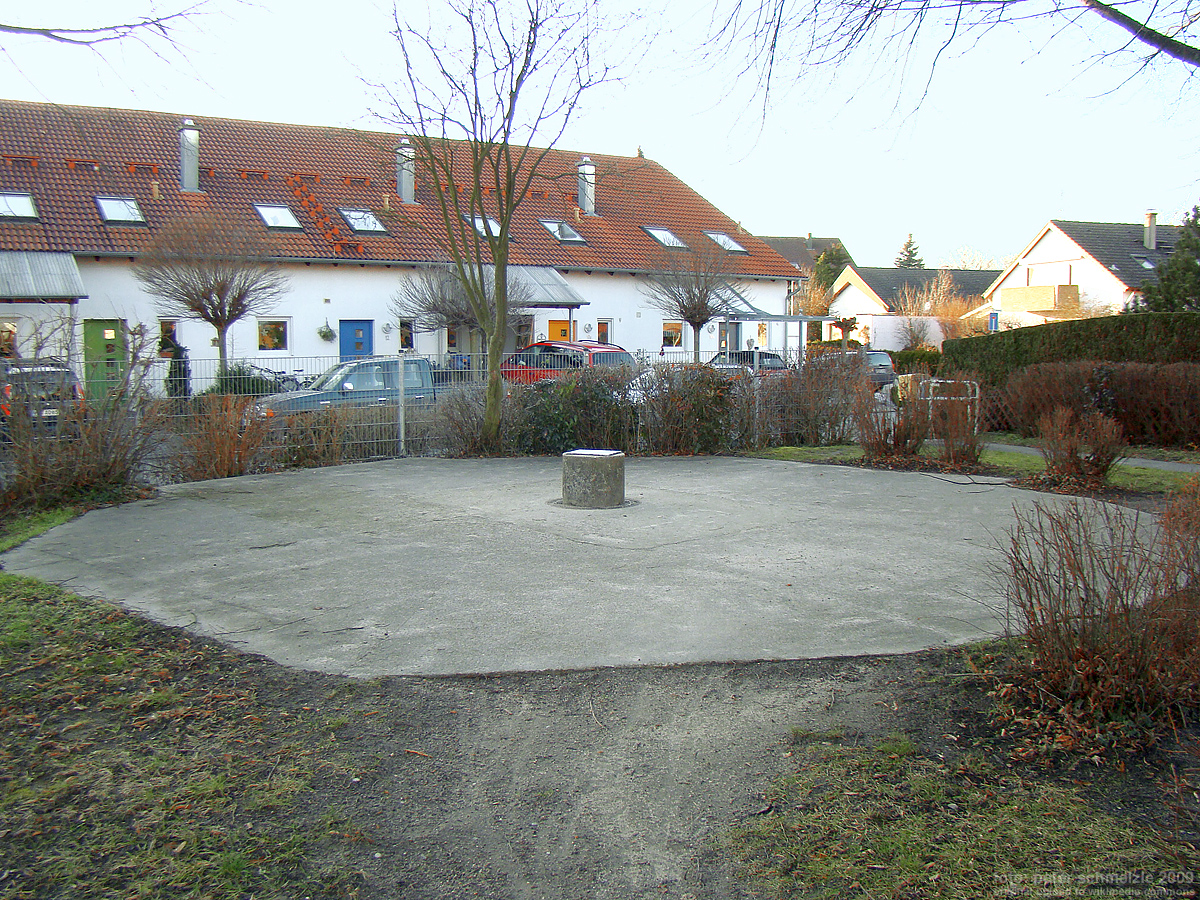
Überreste des Veruschachts in Kochendorf

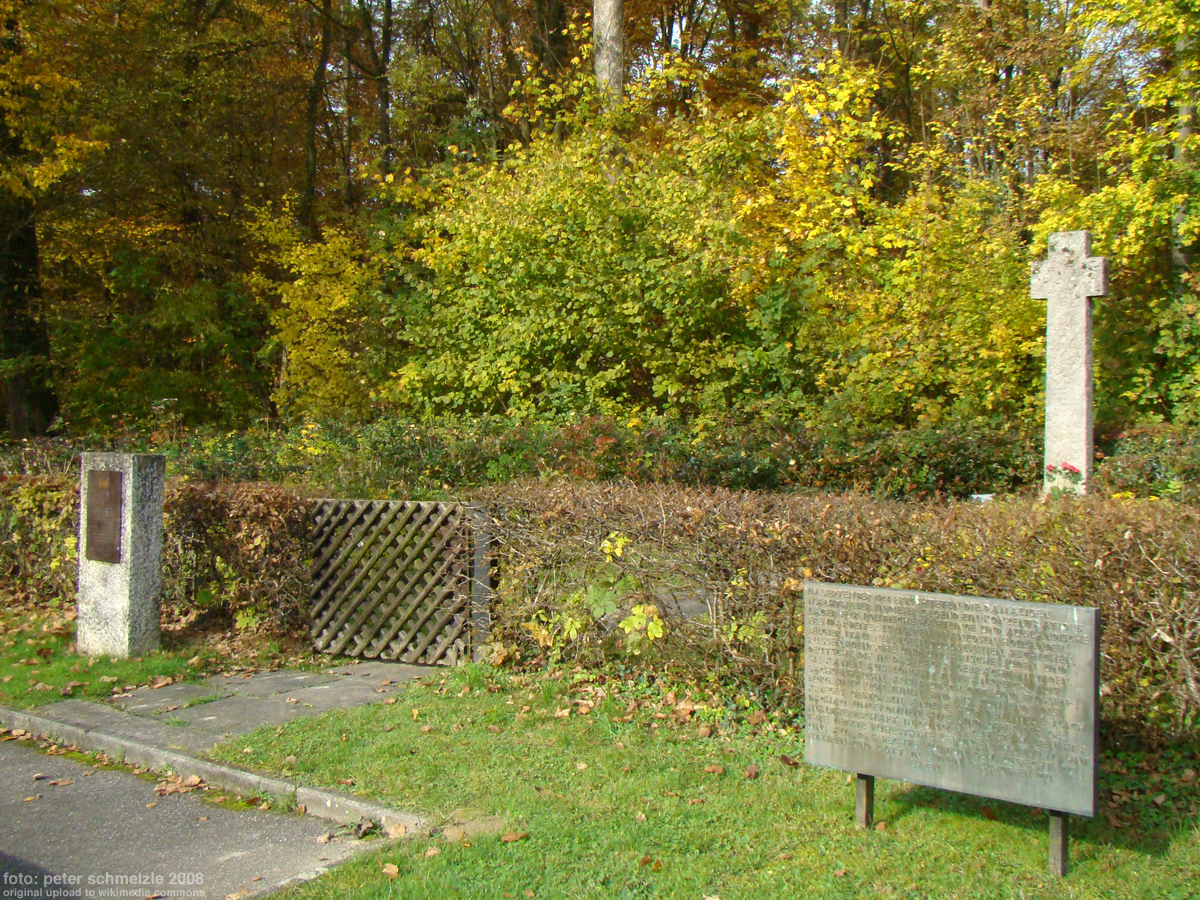
KZ-Friedhof Kochendorf

Zunächst setzte man die Häftlinge des Kochendorfer Lagers überwiegend bei der Hochtief AG ein, zum Ausbau des Schrägstollens und der Gleisanlagen. Im September 1944 beschäftigte die Hochtief 400 Häftlinge, im Oktober schon 660. Ab Oktober 1944 kamen zusätzliche Häftlinge auch bei der Vereinigten Untertag- und Schachtausbau (Veruschacht) GmbH zum Einsatz, die unter dem nahen Lindenberg einen weiteren Stollen in Richtung der Salzkammern trieb. Die Organisation Todt betrieb eine OT Bauleitung Kochendorf mit Sitz in Weinsberg, diese hatte die Oberbauleitung inne und errichtete ebenfalls mit Häftlingen eine Feldbahn, die die beiden neuen Schächte verband.
Unter Tage mussten die Häftlinge überwiegend für das Heilbronner Unternehmen Koch & Mayer GmbH die für die Produktion vorgesehenen Salzkammern planieren und mit Betonböden versehen. Insgesamt war der Ausbau von etwa 40 Salzkammern geplant, mit einer jeweiligen Grundfläche von 180–200 × 10–15 Metern und einer Höhe von 10 bis 20 Metern. Die hierfür abgestellten etwa 220 Häftlinge haben bis Kriegsende etwa ein Dutzend der unterirdischen Hallen fertig ausgebaut.

### Rüstungsproduktion
Wann genau die unterirdische Rüstungsproduktion in Kochendorf begann, ist unklar. Beim Eintreffen der ersten Häftlinge Anfang September 1944 waren bereits zwei der unterirdischen Hallen fertiggestellt, Häftlinge wurden aber zunächst nur für Bauarbeiten eingesetzt, erst zu Beginn des Jahres 1945 dann in der damals bereits laufenden Produktion. Neben der Heinkel AG produzierten auch andere Unternehmen in den Salzkammern, darunter die Werkzeugfabriken Eugen Weisser & Co. und Ferdinand C. Weipert aus Heilbronn, die Karosseriewerke Drauz, die Kolbenschmidt AG aus Neckarsulm, die Mannheimer Motorenwerke AG und die Siemens-Schuckertwerke.
Die Gefangenen des KZ Kochendorf verrichteten auch außerhalb der Salzstollen Zwangsarbeit, so zwei Monate lang bei Räumungsarbeiten nach den Bombenangriffen auf Heilbronn, in der Landwirtschaft und für die Gemeinde Bad Friedrichshall.
Der Betrieb des Lagers und die unterirdische Rüstungsproduktion dauerten bis Ende März 1945 an und wurden dann aufgegeben, weil die Front näherrückte. Zu diesem Zeitpunkt waren rund 1800 Häftlinge in Kochendorf.

### Evakuierung und Todesmarsch
Am 28. März 1945 deportierte man etwa 400 gehunfähige Häftlinge in Güterwaggons ins KZ Dachau. Die verbliebenen Häftlinge wurden am 30. März zu Fuß auf einen Todesmarsch zum rund 270 km entfernten Dachau geschickt. Unterwegs in Mainhardt-Hütten wurden 200 inzwischen nicht mehr gehfähige Häftlinge mit LKWs nach Hessental transportiert, von wo aus sie beim Hessentaler Todesmarsch über Ellwangen und Nördlingen nach Dachau gelangten, während der Weg der Kochendorfer Häftlinge zu Fuß bis zum Bahnhof Goldshöfe und dann weiter mit der Eisenbahn über Aalen und Ulm führte.
Von der Errichtung des KZs an bis zum Ende des Todesmarsches kamen mindestens 447 Häftlinge ums Leben, 213 davon auf dem Todesmarsch. Die noch in Kochendorf verstorbenen Häftlinge sind, nach verschiedenen Umbettungen, inzwischen auf dem am Plattenwald befindlichen KZ-Friedhof Kochendorf in Amorbach bestattet. Er wurde 1953 mit einer Mauer umfriedet. Vom Lager selbst sind keine Spuren mehr sichtbar, in den 1990er Jahren wurde an der Stelle des Lagers ein Mahnmal errichtet. Überreste der Stollenanlagen sind dagegen noch sichtbar. Der 2003 verfüllte Veruschacht liegt heute inmitten eines Spielplatzes im Wohngebiet auf dem Lindenberg. Im Salzbergwerk Bad Friedrichshall ist eine Ausstellung zum KZ Kochendorf eingerichtet.